# Пацюк сірий
Пацю́к мандрівний або пацю́к сірий (Rattus norvegicus) — один з видів гризунів роду пацюків (Rattus). Первинний ареал сірого пацюка, ймовірно, обмежувався північно-східним Китаєм, зараз же завдяки людині він проживає майже в усьому світі. У початковому ареалі вид населяв лісові й чагарникові місцевості, проте інтродуковані популяції здебільшого обмежені людськими поселеннями. Пацюк сірий — це дуже плідна, нічна, всеїдно-рослиноїдна тварина, що живе в ієрархічних групах. Вид розглядається як шкідник господарств і переносник хвороб, з іншого боку як домашня чи лабораторна тварина. Це кремезний гризун у родині мишевих із довжиною тіла ≈ 25 см і вагою ≈ 300 грамів.

## Поширення
Пацюк сірий спочатку був родом з південно-східного Сибіру, північного сходу Китаю та частини Японії. Після серії інтродукцій вид знайшов свій шлях у Східну Європу на початку XVIII століття. До 1800 року він жив уже в кожній європейській країні. Зараз сірого пацюка можна знайти на всіх континентах світу, крім Антарктиди. Належить до космополітичних хребетних.
В Азії R. norvegicus був родом з лісів і чагарникової місцевості. Сьогодні, однак, R. norvegicus знайшли, що найкращим середовищем проживання є поряд з людиною. Майже кожне портове місто у світі має істотну популяцію цих гризунів. Вони займають різні місця існування, включно зі сміттєвими звалищами, колекторами, відкритими полями та лісами, підвалами та є майже скрізь, де є їжа та прихисток.

## Зовнішній вигляд

Порівняння Rattus rattus з Rattus norvegicus

R. norvegicus досить великий представник родини мишевих. У середньому, ці пацюки досягають довжини тіла ≈ 25 см (і хвіст зазвичай трохи меншої довжини). Важать від 140 до 500 г; самці зазвичай більші за самиць. У природних популяціях ці пацюки покриті грубим, коричневим хутром (іноді з вкладками чорного або білого волосся) на спинній поверхні, яке зазвичай світлішає до сірого або коричневого ближче до низу тіла. Різні штами сірих пацюків у неволі можуть бути білого, коричневого або чорного забарвлення. Мордочка тупа. Вуха й хвіст лисі. Хвіст товстий, має 163—205 кілець луски. Вуха круглі, малі, як правило, коротші, ніж у споріднених видів. Довжина хвоста коротша ніж довжина тіла.
| Зубна формула   |
| --------------- |
| I 1 C 0 P 0 M 3 |
| I 1 C 0 P 0 M 3 |

## Поведінка
R. norvegicus активні вночі або в сутінках. Часто ці пацюки поселяються в районах поряд з водою. Вони є чудовими плавцями. Використовуючи свій нюх і дотик, вони здатні до досить легкого виживання, якщо мають стабільний доступ будь-якого типу їжі. У мегаполісах сірі пацюки виживають в основному завдяки викидам людської їжі та всього, що можна з'їсти без негативних наслідків. Деяких R. norvegicus на березі моря виявляли, коли вони ловили рибу лапами. Також вони полюють на курчат, мишей, птахів і дрібних ящірок.

## Відтворення
R. norvegicus можуть розмножуватися до 7 разів на рік. Діапазон числа нащадків складає від 2 до 14 осіб, середнє число нащадків — 9,9. Вагітність триває від 22 до 24 днів. Новонароджені важать приблизно 5,81 г. Дитинчата стають незалежними у період від 4 до 5 тижнів. Статева зрілість для самиць настає у 3-4 місяці.